# Laze pri Predgradu
Laze pri Predgradu je naselje u slovenskoj Općini Kočevju. Laze pri Predgradu se nalazi u pokrajini Dolenjskoj i statističkoj regiji Jugoistočnoj Sloveniji. 

## Stanovništvo
Prema popisu stanovništva iz 2002. godine naselje je imalo 10 stanovnika.